# نوتسی آگونتس
نوتسی گئورگی آگونتس (ارمنی: Նուցի Գեորգեի Ագոնց؛ انگلیسی: Nutzi Acontz; ۱۶ نوامبر ۱۸۹۴ – ۱۹ دسامبر ۱۹۵۷) نقاش ارمنی‌تبار اهل پادشاهی رومانی بود.

## زندگی‌نامه
وی در ۱۶ نوامبر ۱۸۹۴ در فوکشان به دنیا آمد و از مدرسه Belle Arte در یاش فارغ‌التحصیل گشت.  وی در ۱۹ دسامبر ۱۹۵۷ در سن ۶۳ سالگی در یاش درگذشت.